# Општина Манастиреа (Калараш)
Манастиреа (рум. Mânăstirea) општина је у Румунији у округу Калараш.
Oпштина се налази на надморској висини од 30 m.